# Бганба, Валерий Рамшухович
Валерий Рамшухович Бганба (род. 26 августа 1953, Бзыбь, Гагрский район, Абхазская АССР, ГрССР, СССР) — абхазский государственный и политический деятель. Исполняющий обязанности президента Республики Абхазия с 13 января по 23 апреля 2020 года.
Премьер-министр Республики Абхазия (2018—2020). Спикер Народного Собрания-Парламента Республики Абхазия (2012—2017).

## Биография
Родился 26 августа 1953 года в селе Бзыбь, Гагрского района Абхазской АССР.
В 1969 году окончил Бзыбскую школу № 1 по окончании которой работал рабочим на Бзыбском деревообрабатывающем комбинате.
С 1971 по 1976 годы учился в Кубанском сельскохозяйственном институте, по окончании которого с 1976 по 1978 годы работал агрономом совхоза «Гардалинский» г. Аргун Чечено-Ингушской АССР.
С 1978 по 1979 годы работал агрономом управления Сельского хозяйства Гагрского горисполкома, а с 1979 по 1982 годы в должности второго секретаря Гагрского Горкома комсомола.
В 1989 году назначен директором Цандрипшского табачно-ферментационного завода и в том же году назначен председателем Гагрского агропромобъединения.

### Политическая карьера
В 1991 году избран депутатом Верховного Совета Республики Абхазии. В годы абхазо-грузинской войны 1992—1993 годов был членом штаба по обороне г. Гагра и Бзыбского укрепрайона. Как депутат участвовал в работе Верховного Совета Республики Абхазии.
В 1998 году избран председателем Собрания Гагрского района, а в 2001 году повторно избран председателем Гагрского собрания.
С 2002 по 2006 годы — глава Администрации Гагрского района.
С 2006 по 2007 годы — директор санатория СП «Амра-Интернешнл».
С 2007 по март 2012 года депутат парламента, член комитета по аграрной политике природным ресурсам и природопользованию.
3 апреля 2012 года избран председателем (спикером) Парламента Абхазии.
31 мая 2014 года в ходе острого политического кризиса парламент Абхазии назначил исполняющим обязанности президента Абхазии председателя парламента Валерия Бганбу и назначил на 24 августа 2014 года досрочные выборы президента. Бганба изъявил желание встретиться с бывшим президентом Анквабом.
2 июня 2014 года отправил в отставку Генерального прокурора Республики Абхазия Сафарбея Миканбу, а 3 июня — двух вице-премьеров Индиру Варданию, Беслана Эшбу, а также главу Очамчирского района Мурмана Джопуа.
18 сентября 2018 года, после гибели премьер-министра Геннадия Гагулии, президент Абхазии Рауль Хаджимба назначил Валерия Бганбу премьер-министром республики Абхазия.
После отставки президента Рауля Хаджимбы, 13 января 2020 года Валерий Бганба назначен парламентом республики исполняющим обязанности президента Абхазии. 23 апреля после вступления в должность нового президента Абхазии оставил оба поста.
20 ноября 2024 года временно возглавил правительство в результате политического кризиса 2024 года.
С 10 января 2025 года Бганба был и. о. президента Абхазии после того, как Бадра Гунба, ранее исполнявший обязанности главы республики, ушёл в отпуск в связи с участием в избирательной кампании по выборам главы Абхазии.
3 марта 2025 года подал в отставку с поста и. о. премьер-министра, и в тот же день избранный президент Абхазии Бадра Гунба подписал указ об освобождении Бганбы.

## Семья
Женат. Имеет двух сыновей и дочь. Есть двоюродный брат Максим Иннокентьевич Бганба, который занимается социальными работами среди молодёжи Абхазии.

## Награды
- Орден «Честь и слава» III степени (2011)[12]
- Орден Дружбы (2016, Южная Осетия)[13]